# Santos Quirico y Julita (título cardenalicio)
El título cardenalicio de los Santos Quirico y Julita fue erigido por el papa Sixto V el 13 de abril de 1587 con la constitución apostólica Religiosa para sustituir la de San Ciriaco en las Termas de Diocleciano.

## Titulares
- Alessandro Ottaviano de' Medici (1584 - 1591)
- Francesco María Del Monte (1591 -)
- Lucio Sassi (1593 - 1604)
- Marcello Lante della Rovere (1606 - 1628)
- Gregorio Naro (1629 - 1634)
- Vacante (1634 - 1643)
- Angelo Giori (1643 - 1662)
- Lorenzo Raggi (1664 - 1679)
- Galeazzo Marescotti (1681 - 1700)
- Vacante (1700 - 1710)
- Fulvio Astalli (1710 - 1710)
- Michelangelo Conti (1711 - 1721)
- Henri-Pons de Thiard de Bissy (1721 - 1730)
- Troiano Acquaviva d'Aragona (1732 - 1733)
- Domenico Riviera (o Rivera) (1733 - 1741)
- Vacante (1741 - 1755)
- Luca Melchiore Tempi (1755 - 1756)
- Vacante (1756 - 1759)
- Giuseppe Alessandro Furietti (1759 - 1764)
- Vacante (1764 - 1817)
- Antonio Lante Montefeltro Della Rovere (1817 - 1817)
- Vacante (1817 - 1829)
- Giovanni Antonio Benvenuti (1829 - 1838)
- Gabriele Ferretti (1839 - 1853)
- Vacante (1853 - 1857)
- Juraj Haulík Váralyai (1857 - 1869)
- Vacante (1869 - 1877)
- Miguel Payá y Rico (1877 - 1891)
- Giuseppe Maria Graniello, B. (1893 - 1896)
- Salvador Casañas i Pagès (1896 - 1908)
- Vacante (1908 - 1916)
- Tommaso Pio Boggiani, O.P. (1916 - 1929)
- Vacante (1929 - 1958)
- Paul-Marie-André Richaud (1958 - 1968)
- Vacante (1968 - 2007)
- Seán Baptist Brady ( 2007- en el cargo)